# 劉堯 (馬來西亞)
刘尧（1915年—1948年7月18日），原名刘昌标，是一位著名的马来亚共产党的军事将领。祖籍海南琼东县嘉积镇桥头下村（今海南省琼海市嘉积镇桥头村一带）。1931年，由于受中国共产党在家乡的影响，同年加入中国共产党。1936年，他为了逃脱当时国民政府的追捕而移民新加坡，栖身在他姐姐的茶店里。
1937年，中国抗日战争打响。中国的抗日战争也随即影响居住于南洋的华侨。刘尧参加当时由马共领导的马来亚各界抗敌后援会，简称“抗援会”。由于他在工作中表现有工作能力，不久便成为新加坡店员界抗敌后援会的领导人之一。他于1940年2月参加马来亚共产党。
1941年底，日本南下入侵马来亚。于是英殖民政府决定与马共合作，并且释放被逮捕的马共成员。马共和英殖民政府合作后，马共从新马各地抽调干部到新加坡101特别训练学校接受军事训练，刘尧也是其中一位被马共派往到101特别训练学校的干部之一。在与日本对抗的三年零八个月里，刘尧被任命为马来亚人民抗日军第一独立队队长。
日本于1945年8月15日投降后，马来亚人民抗日军军队开始进驻新马各地的大城市，刘尧率领第一独立队进驻吉隆坡。英军重返马来亚后，刘尧与未来的马共中央总书记陈平等三人被任命为马共军委代表，与重返马来亚的英军进行往来。战后，马共下令解散马来亚人民抗日军，决定成立马来亚人民抗日军退伍同志会，刘尧被任命为副总会长。1946年，马共参加了伦敦二战胜利大游行，刘尧和其他人民抗日军代表被英军授衔与颁发胜利勋章。
战后三年的1948年6月16日，发生了和丰事件。英殖民政府于是宣布全马进入紧急状态。宣布紧急状态一个月后，由于被举报，刘尧于1948年7月18日在雪兰莪州的加影被英军打死。